# Giacinto Avenati
Giacinto Avenati (Feletto, 15 agosto 1809 – Torino, 17 marzo 1876) è stato un generale italiano, veterano della prima e della seconda guerra d'indipendenza, decorato con due Medaglie d'argento al valor militare, la Croce di Commendatore dell'Ordine militare di Savoia e la Croce di Commendatore della Legion d'onore francese.

## Biografia

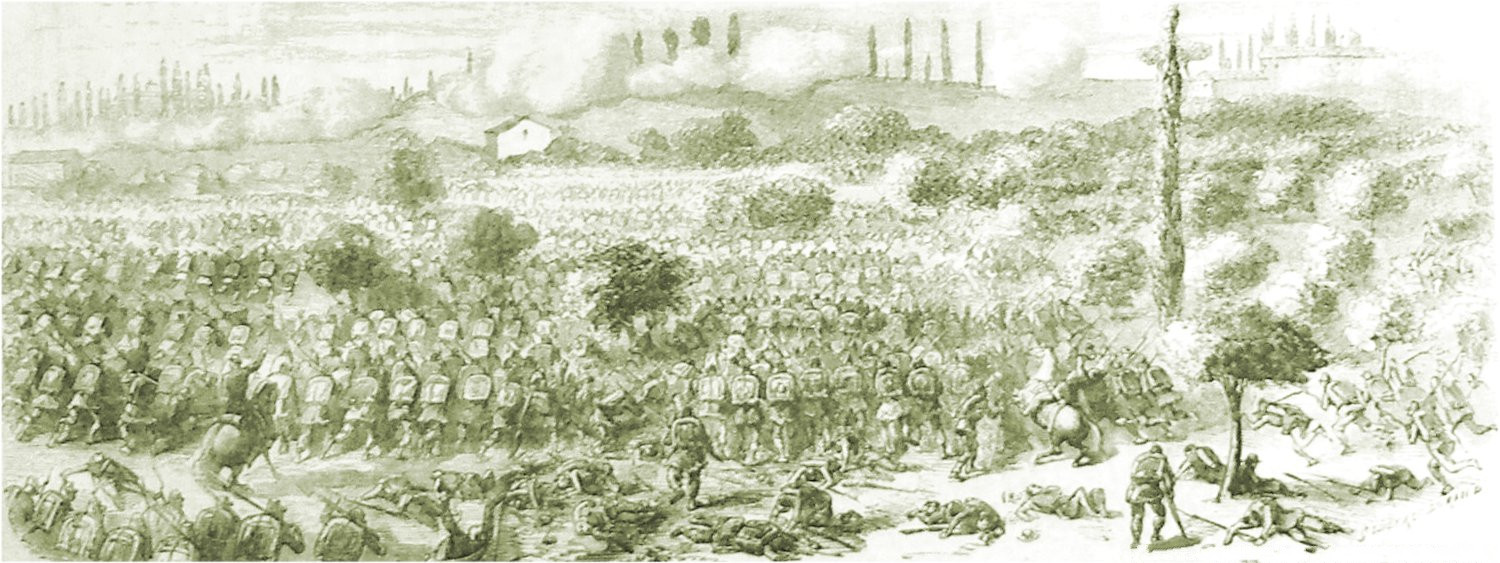
Attacco finale alle alture di San Martino da parte dell'Esercito Piemontese con la 2ª, la 3ª e la 5ª Divisione, avvenuto alla 19.30 del 24 giugno 1859.

Nacque a Feletto il 15 agosto 1809, figlio del senatore Brunone e di Luigia Nizia, ed entrò a soli 17 anni nell'Armata Sarda, assegnato alla Brigata "Cuneo". Combatte nel corso della prima guerra d'indipendenza, sia nella campagna del 1848 che in quella del 1849, distinguendosi nella battaglia di Santa Lucia e poi in quella di Novara,  e venendo decorato con due Medaglie d'argento al valor militare. Per le ferite riportate nei combattimenti venne costretto a passare nel corpo degli invalidi e dei veterani di guerra con la promozione a maggiore. Venne quindi destinato alla carica di vicedirettore del collegio per i figli dei militari a Racconigi, del quale dal 1856 assunse la direzione.
Promosso colonnello, venne richiamato in servizio attivo nel 1859, ottenendo il comando del 12º Reggimento fanteria, Brigata "Casale", appartenente alla 5 ªDivisione al comando del generale Domenico Cucchiari, col quale prese parte alla Battaglia di San Martino, dove fu decorato con la Croce di Ufficiale dell'Ordine militare di Savoia, nonché con la Legione d'Onore francese conferitagli per mano dell'imperatore Napoleone III sul campo.
Nel 1860 fu promosso maggiore generale, comandò la Brigata Regina della 4ª Divisione durante la battaglia di Castelfidardo, meritandosi la Croce di Commendatore dell'Ordine militare di Savoia per aver assunto direttamente il comando del 9º Reggimento e aver passato il corso del fiume Aspio. Nel 1860 fu inviato a espugnare la cittadella di Messina, la quale però si arrese solo il 12 marzo 1861 dopo mesi di resistenza da parte dell'esercito borbonico.
Promosso tenente generale nel 1862, assunse il comando della Divisione militare territoriale di Salerno, partecipando con la 16ª Divisione alla repressione del brigantaggio in Basilicata.   Nel 1865 venne posto a capo della Divisione militare territoriale di Ancona ma poco dopo venne costretto a rifiutare questo incarico per motivi di salute, ottenendo di essere collocato a riposto a soli 57 anni.
Morì a Torino il 17 marzo 1876. Una via di Feletto porta il suo nome.